# Heimbach-Gruppe
Die Heimbach-Gruppe ist ein Hersteller von textilen Produkten für die Papiererzeugung, die Umwelttechnik und anderen Branchen mit Hauptsitz in Düren-Mariaweiler. Der Betrieb stellt Bespannungen für Papiermaschinen und technische Textilien für vielfältige Spezialanwendungen her.

## Geschäftsdaten und Organisation
Standorte der Heimbach-Gruppe für Papiermaschinenbespannungen sind in Deutschland (Düren), in Spanien (Burgos), in Belgien (Neu-Moresnet), in England (Manchester) und in China (Suzhou). Die betrieblichen Niederlassungen werden als selbstständige Unternehmen geführt.
Der Geschäftsbereich Technische Textilien wird von Belgien (Neu-Moresnet) geführt und umfasst die weiteren Standorte in England (Manchester) und Italien (Merone / Limbiate).

## Geschichte
Die Firma Heimbach wurde 1811 von Thomas Josef Heimbach (dem Bürgermeister der Stadt Düren in den Jahren 1848 bis 1853) gegründet. 1871 wurde die dortige „Krutzmühle“ erworben, und das Unternehmen begann, sich auf die Filze für die Papiermaschinen zu spezialisieren. Im Jahr 1900 war sie die größte Filztuchfabrik in Europa.
Ein Großfeuer vernichtete 1904 die Werksanlagen, woraufhin das Werk neu aufgebaut werden musste. 1924 wurde die Firma Munzinger AG aus der Schweiz übernommen. Ab 1929 war der Kaufmann Kurt Th. Poensgen (* 1910), ein Urenkel von Thomas Josef Heimbach Gesellschafter der Thomas Josef Heimbach GmbH. Das Werk wurde während des Zweiten Weltkrieges 1944/45 großflächig zerstört und danach wieder aufgebaut.
In den 1960er Jahren war Heimbach maßgeblich an der neuen Herstellungstechnologie des Nadelns beteiligt. 1970 übernahm Heimbach die Fa. Bruch&Cie. in Belgien (heute Heimbach Specialities AG). 
1991 wurde die CH Johnson Ltd. in England aufgekauft. Heute heißt sie Heimbach UK Ltd.
Weitere Zukäufe 2008 in dem Bereich Technische Textilien ließen die Heimbach-Gruppe wachsen. Im Sommer 2009 wurde das Werk in Suzhou/China eröffnet. Dort werden seitdem Formations- und Trockensiebe, sowie Pressfilze für die Papiermaschinen im asiatischen Raum produziert. 2022 wurde ein weiteres Werk in Italien gekauft. In Limbiate werden technische Textilen produziert.
2023 wurde die Heimbach-Gruppe Teil des global agierenden US-Konzerns Albany International Corp.